# 博贺港铁路
博贺港铁路北起广茂铁路茂名东站，南至茂名港博贺新港区博贺港站，线路全长49.84公里，设计时速120公里，设茂名东站、双目站、博贺港站。项目总投资41.65亿元，由国家铁路集团公司、广东省和茂名市共同出资建设，正线全长49.84公里，新建洛湛铁路至博贺港铁路联络线1.88公里，线路总长51.78公里，建设工期2年，为国家II级货运疏港铁路，预留电气化条件。

## 历史
2018年10月，中国铁路总公司、广东省人民政府批复茂名东站至博贺港区铁路可行性研究报告。
2019年11月13日，博贺港铁路开工。
2022年6月29日，博贺港铁路上跨广茂线深湛线特大桥成功转体对接。12月14日，博贺港开始动态检测；12月20日，通过初步验收。12月31日，茂名东站至博贺港区铁路正式开通运营。